# بابي عمر فاي
بابي عمر فاي (بالفرنسية: Pape Omar Faye)‏ (1 يناير 1987 في السنغال - ) هو لاعب كرة قدم سنغالي في مركز الهجوم. لعب مع نادي القطن ونادي إف إل سي تان هوا ونادي ثون ونادي فادوتس ونادي دياراف وAS Sucrière de La Réunion ‏.

## وصلات خارجية
- بابي عمر فاي على موقع قاعدة بيانات كرة القدم.إي يو (الإنجليزية)
- بابي عمر فاي على موقع Soccerway.com (الإنجليزية)
- بابي عمر فاي على موقع عالم كرة القدم.نت (الإنجليزية)